# Anxiété (Munch)
Anxiété est un tableau expressionniste réalisé par Edvard Munch en 1894. Il est conservé au musée Munch à Oslo.

## Description
Le paysage en arrière-plan est le fjord d'Oslo, vu d'Ekeberg, le même que celui du Cri, dont la première version a été peinte l'année précédente. Les visages pâles et fantomatiques s'avancent vers le spectateur comme une procession de spectres, rappelant Soirée sur l'avenue Karl Johan.
L'image reprend le décor du Cri : un garde-corps coupant l'espace de l'image en diagonale avec des lignes plongeant du haut à gauche vers le bas à droite, un précipice abrupt laissant entrevoir au loin une ville et un fjord parcouru par des bateaux, et enfin un ciel teinté de rouge sang avec des formations nuageuses agitées par la tempête. Sur la passerelle ou le pont se trouve un groupe de personnes aux visages verdâtres et pâles, aux yeux écarquillés, qui fixent le spectateur de face et semblent se précipiter vers lui. Au premier plan, trois personnages se distinguent particulièrement : une femme portant un chapeau en forme de bonnet ou d'auréole, un homme portant un haut-de-forme et un autre homme portant un chapeau et une barbe en pointe.
L'artiste cherchait à dépeindre des émotions telles que la désaffection et la tristesse. Ainsi, Anxiété fait partie de la série d'une vingtaine de tableaux que Munch a appelée La Frise de la vie, dans laquelle il a cherché à dépeindre l'anxiété et la vie sombre et mécanisée de l'homme moderne. Avec cette recherche d'émotions, Munch a fait progresser le symbolisme vers ce qui sera appelé plus tard l'expressionnisme.

## Interprétation
Selon Gerd Woll, les couleurs de référence et les contrastes chromatiques ont un effet alarmant et soulignent un sentiment d'insécurité et d'angoisse qui émane de la composition du tableau. Selon Uwe M. Schneede, celui-ci est également dû au "ciel agité et menaçant" et à "l'aspiration profonde du paysage". Lors de la première exposition dans le cadre de La Frise de la vie, Munch a donné à son tableau le titre de Nuages rouges.

## Gravures
En 1896, deux gravures ont été réalisées - probablement à quelques mois d'intervalle - d'après le motif de la peur : une lithographie, qui est reproduite en miroir par rapport au tableau, et une gravure sur bois. Dans les deux, le garde-corps qui dominait la perspective du tableau a disparu et les personnages se répartissent sur tout le premier plan. Au lieu de l'homme à la barbe pointue, ce sont maintenant trois figures féminines coiffées de bonnets qui se regroupent autour de l'homme au chapeau haut de forme.

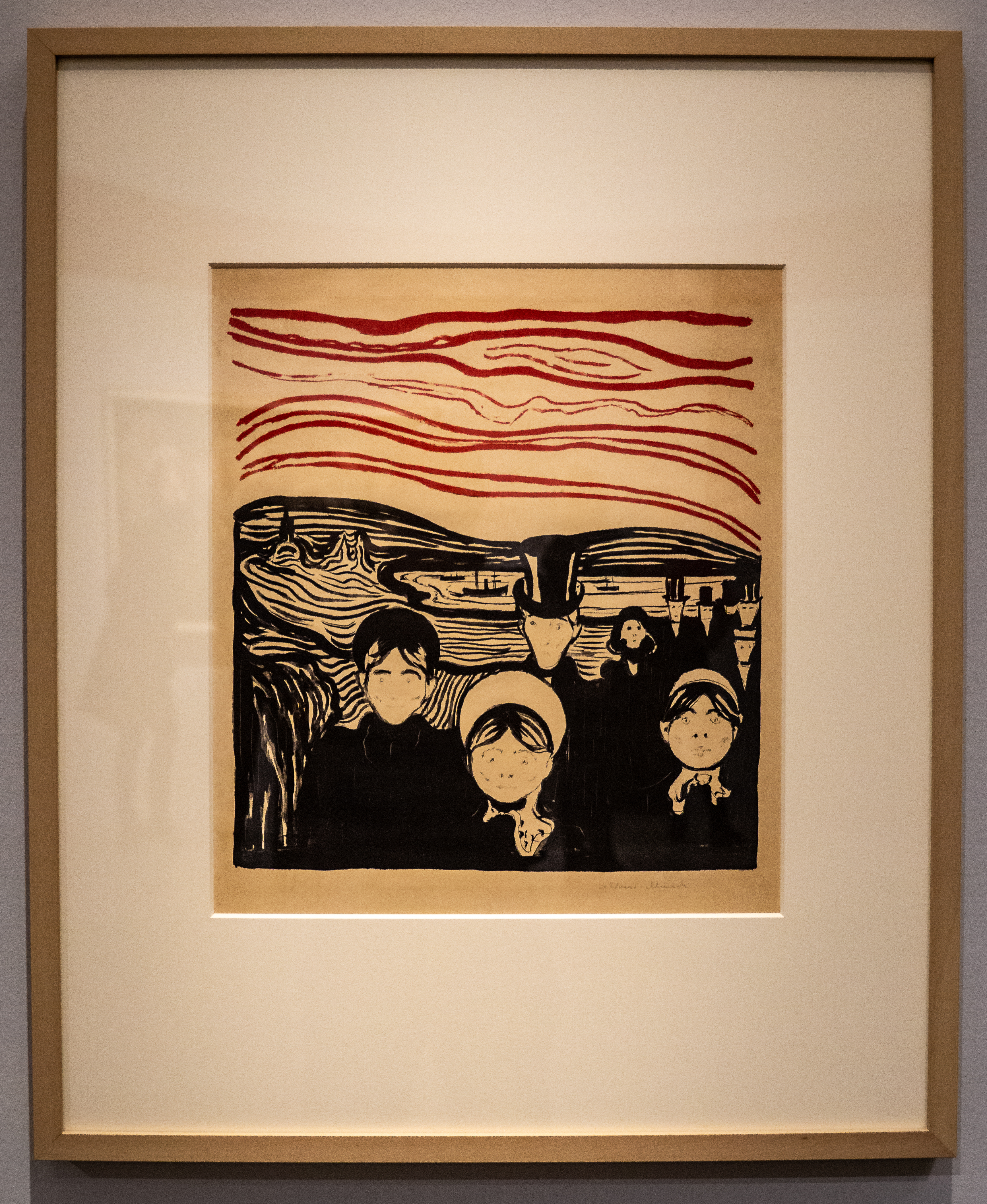
Peur (1896), Lithographie, 41,3 × 38,8 cm, Musée Folkwang Essen
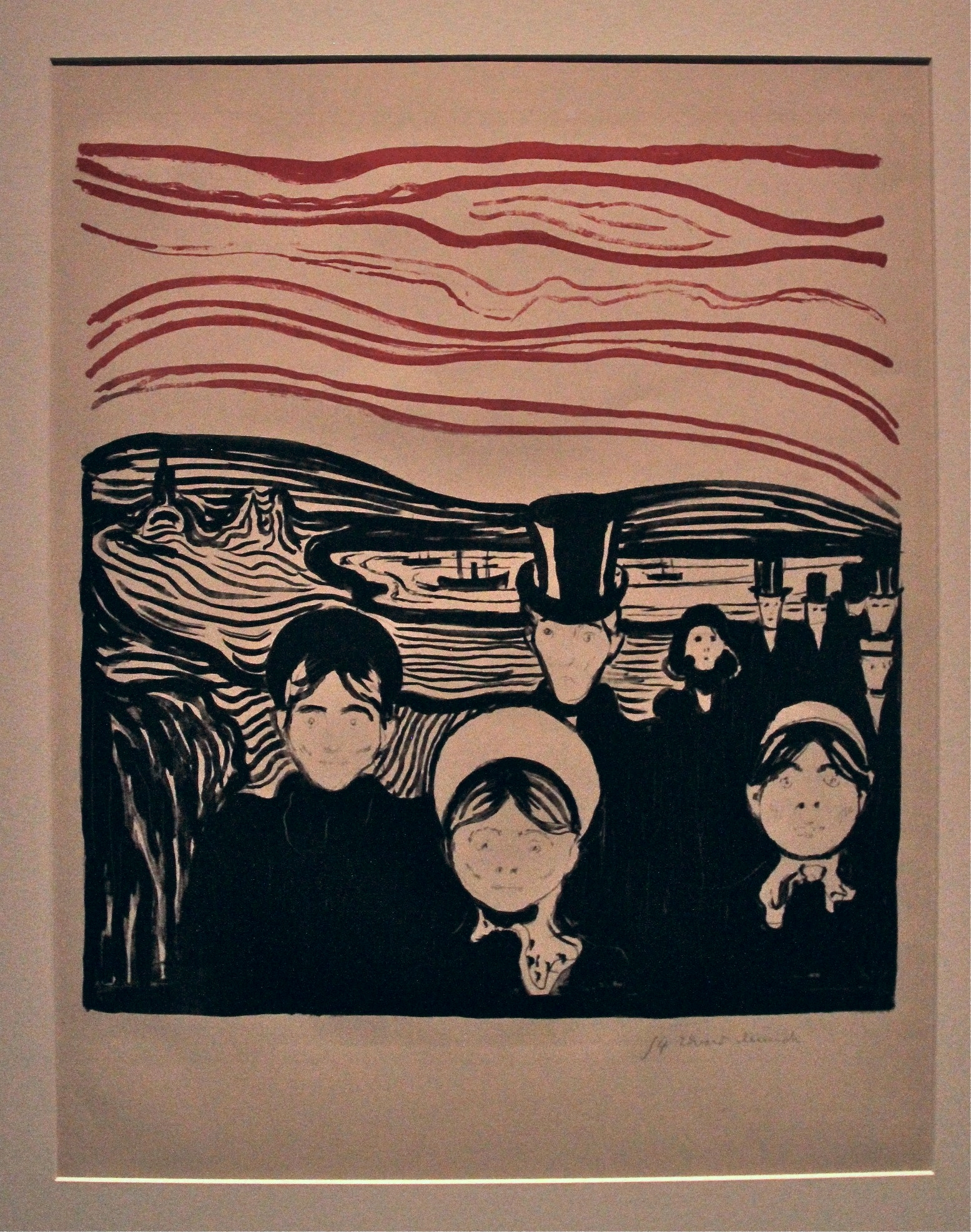
Peur (1896), Lithographie, sans date
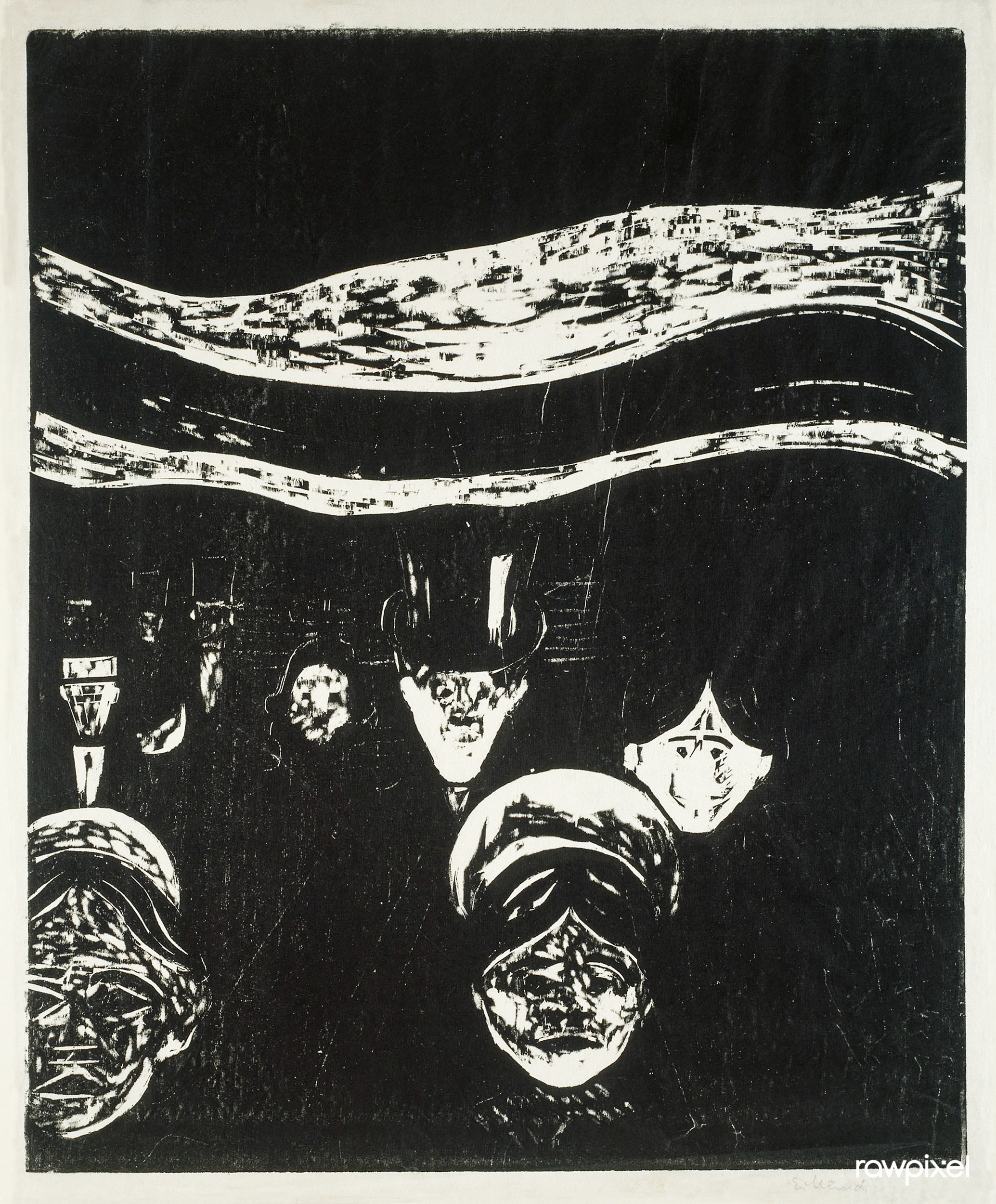
Peur (1896),  Gravure sur bois, 46,3 × 37,5 cm, Art Institute of Chicago
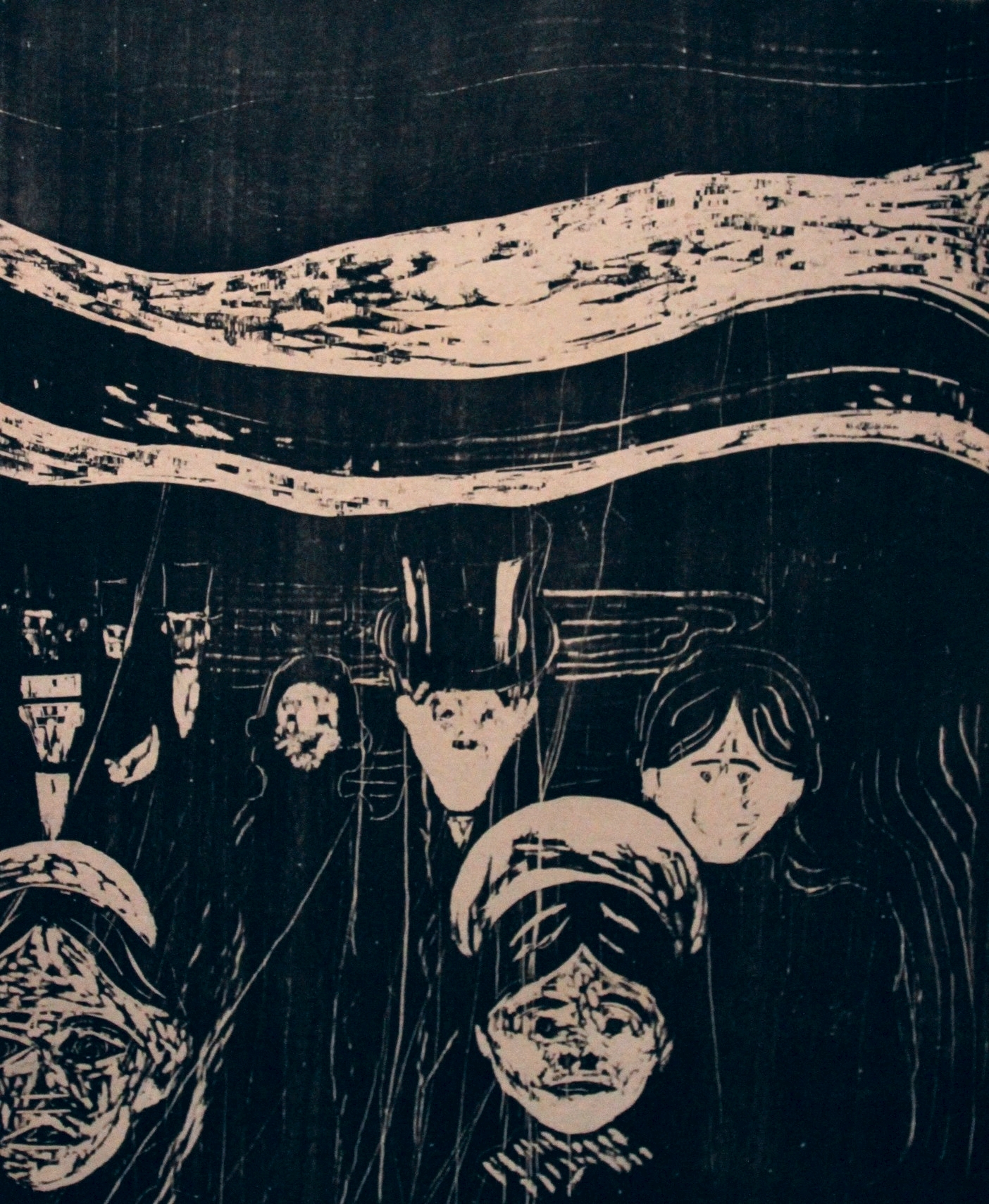
Peur (1896),  Gravure sur bois, sans date
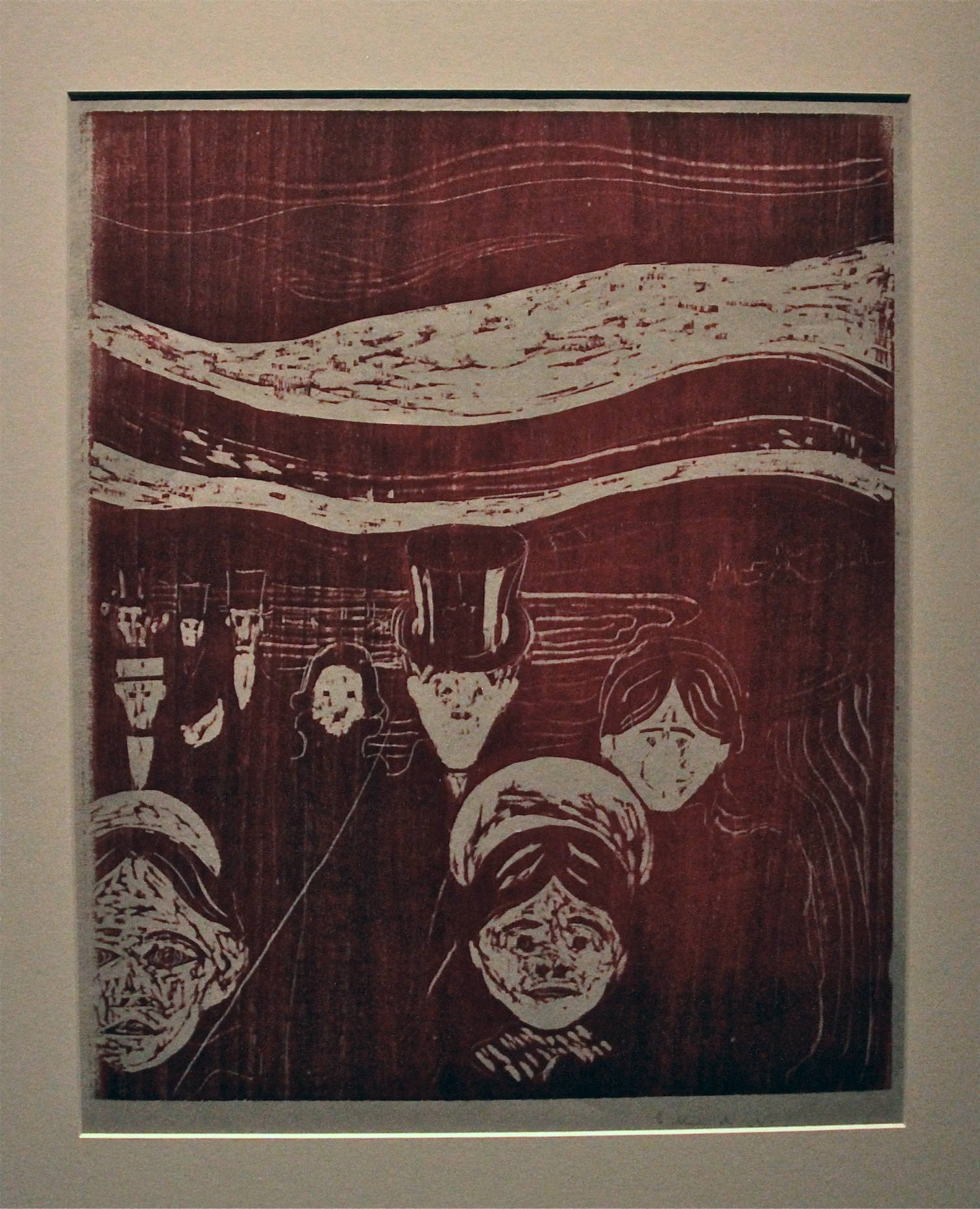
Peur (1896),  Gravure sur bois, sans date

La lithographie possède une planche d'impression qui a été partiellement encrée en deux couleurs. Les larges lignes noires ont été appliquées à l'encre lithographique, les vêtements se fondent en une seule surface noire dense. Avec une gravure imprimée en deux couleurs, noir et rouge, Munch a participé à la compilation Les Peintres-Graveurs d'Ambroise Vollard en 1896. La gravure sur bois existe également sous forme d'impression monochrome en rouge ou en noir, ainsi que sous forme d'impression bicolore. Arne Eggum la trouve encore "plus concentrée et en même temps plus irréelle" que la lithographie.

## Place dans l'œuvre de Munch
Arne Eggum décrit Anxiété comme une synthèse de deux représentations antérieures de sentiments d'angoisse, à savoir les tableaux Soirée sur l'avenue Karl Johan (1892) et Désespoir (Fortvilelse) (1892) ou son évolution Le Cri (1893). Munch transpose les personnages du premier tableau avec leurs visages figés par l'angoisse dans le paysage de la côte est du fjord d'Oslo du second. Reinhold Heller estime qu'il s'agit d'une combinaison bien plus réussie que le déplacement de la figure de Jappe Nilssen de la plage de Mélancolie sur le pont du Cri dans le deuxième tableau, Désespoir, également réalisé en 1894, mais qui, selon Heller, manque de l'intensité des deux précédents.

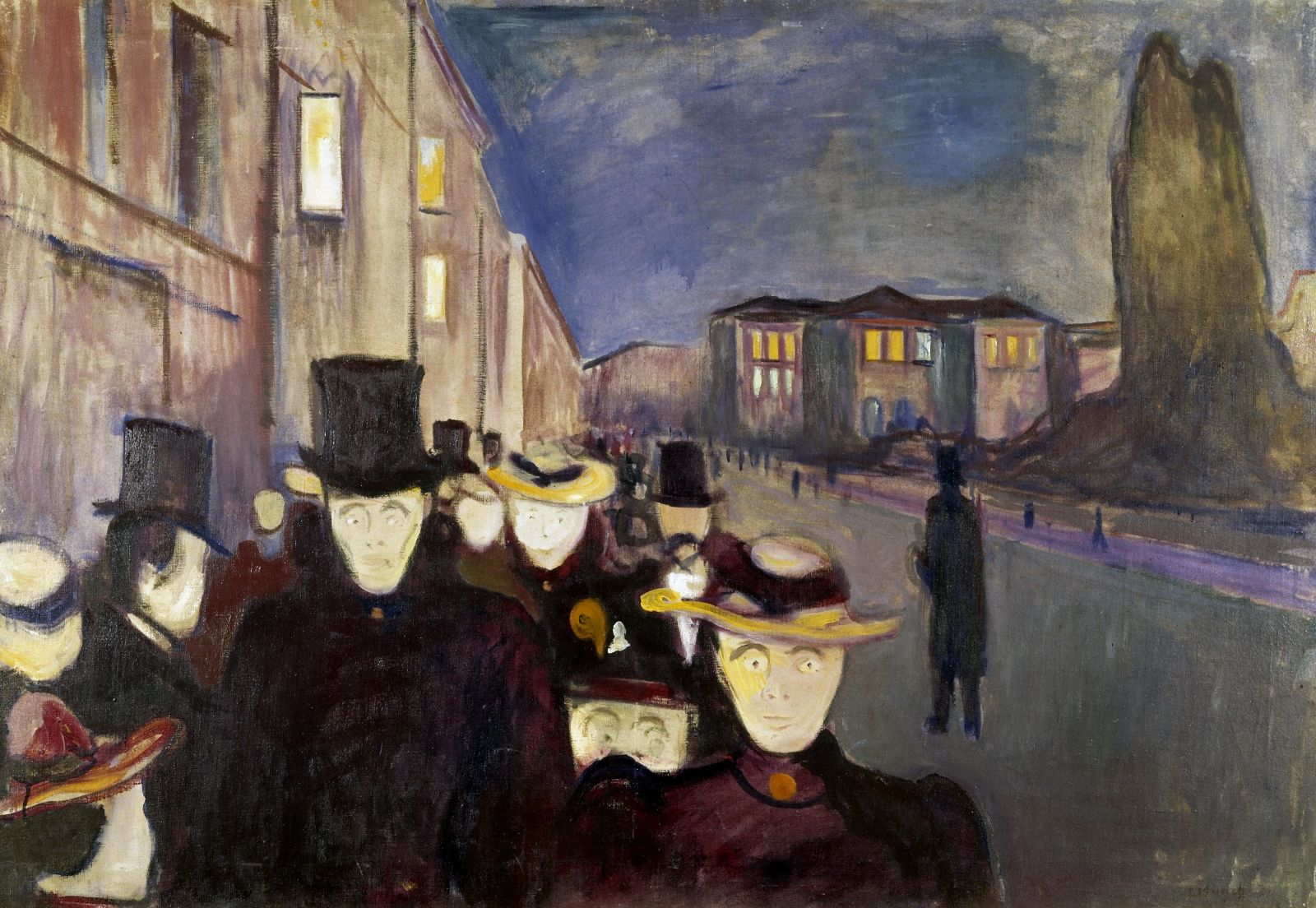
Soirée sur l'avenue Karl Johan (1892), Huile sur toile, 84,5 × 121 cm, Kunstmuseum Bergen
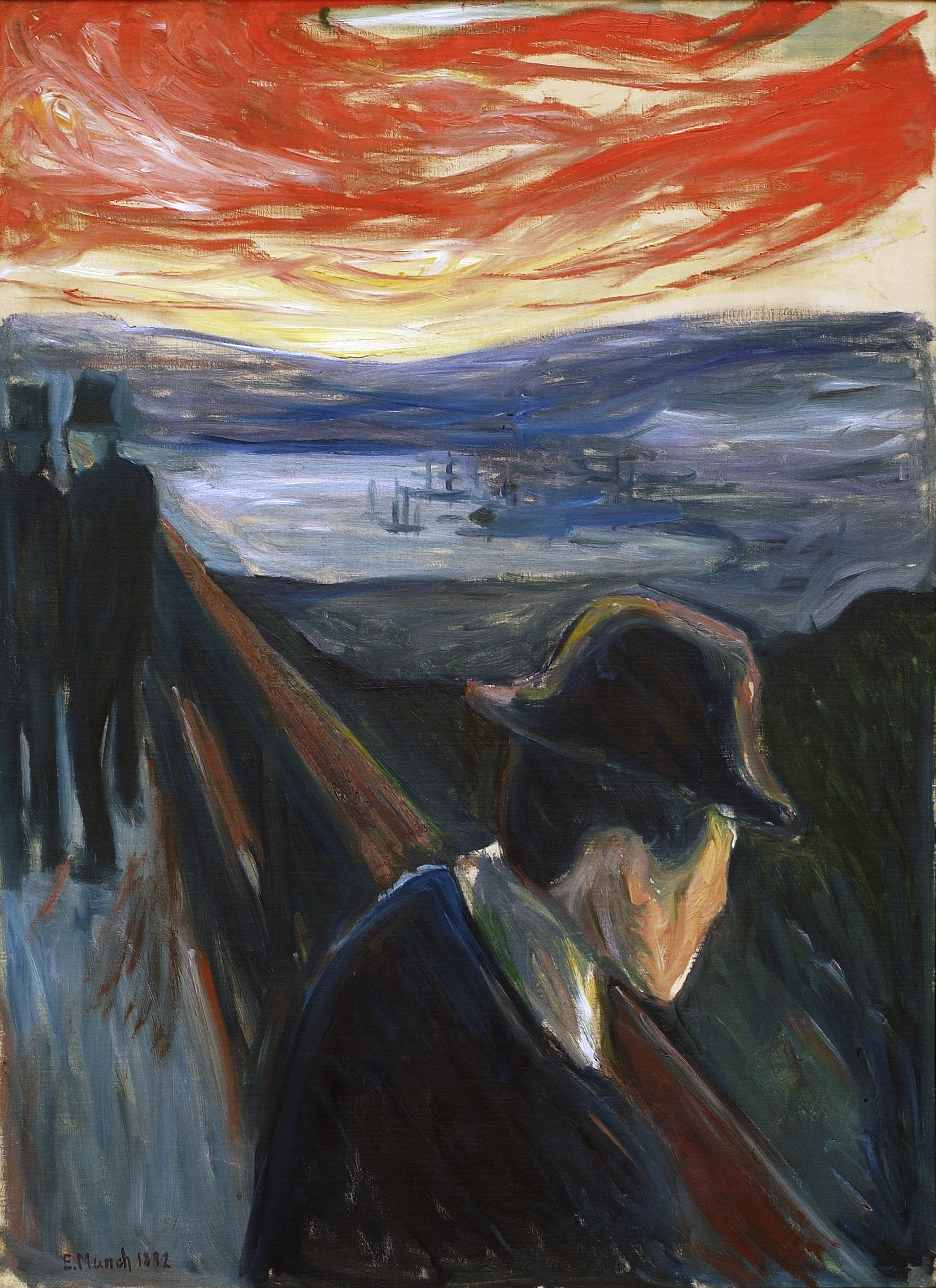
Désespoir (1892), Huile sur toile, 92 × 67 cm, Galerie Thiel, Stockholm
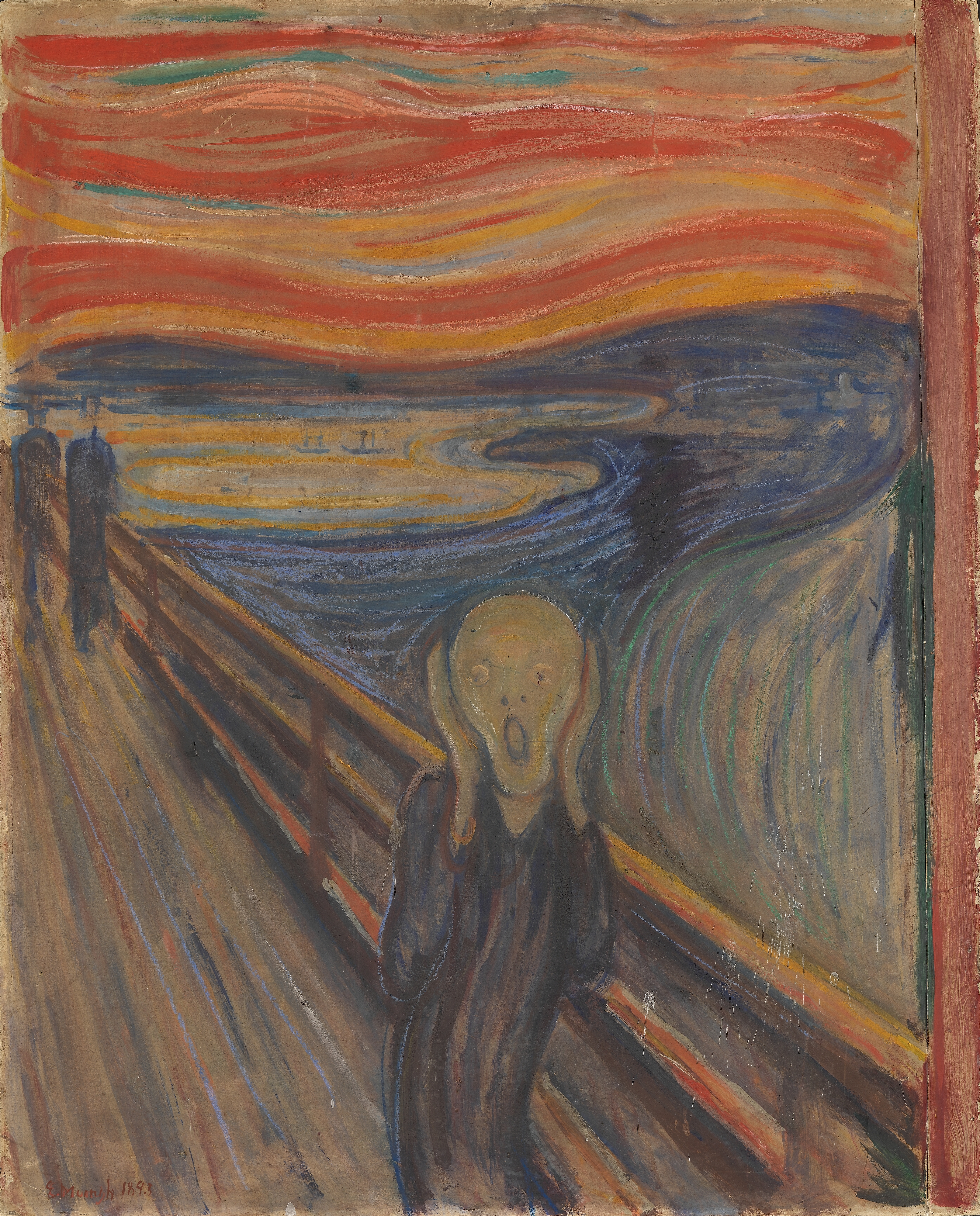
Le Cri (1893), Huile, tempera et pastel sur carton, 91 × 73,5 cm, Musée national de l'Art, de l'Architecture et du Design
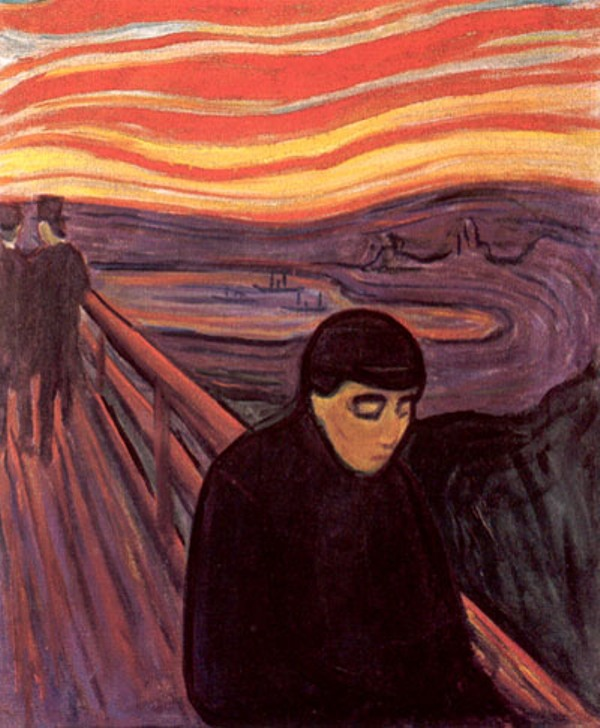
Désespoir (1894), Huile sur toile, 92 × 72,5 cm, Musée Munch